# Literarischer Verein der Pfalz

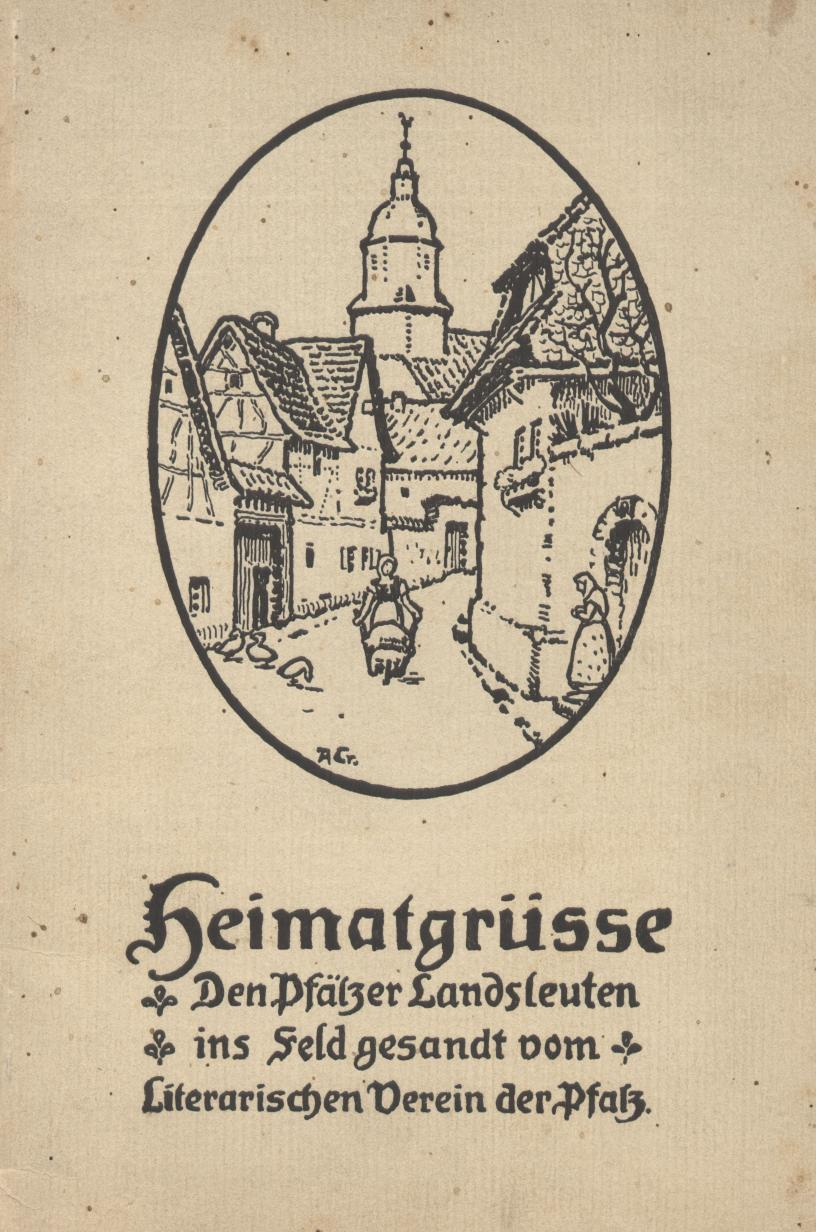
Erinnerungsbuch des Literarischen Vereins der Pfalz, für die Pfälzer Soldaten, 1916. Titelzeichnung von August Croissant

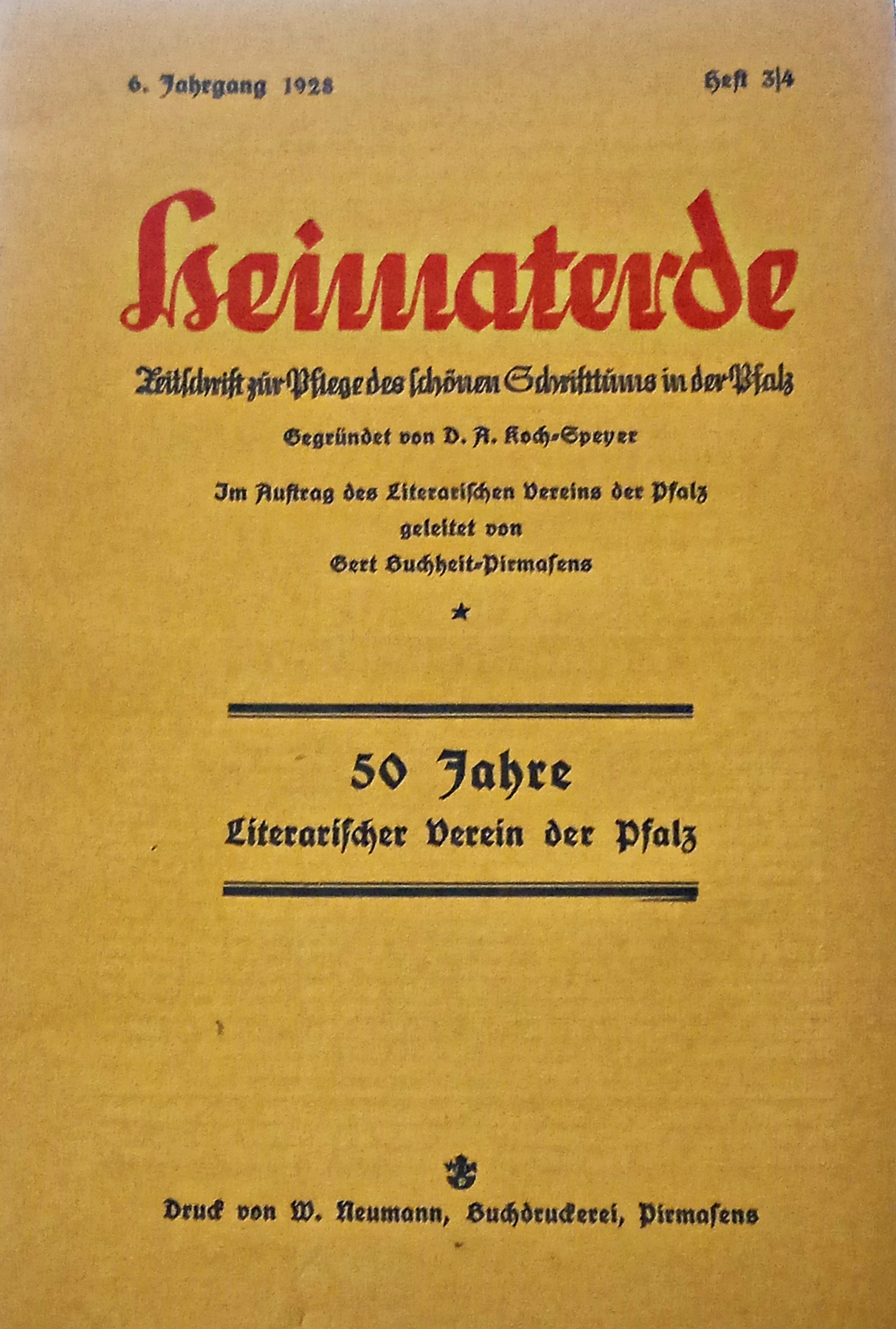
Die Vereinszeitschrift „Heimaterde“, Jubiläumsnummer zum 50. Jahrestag der Vereinsgründung, 1928

Der Literarische Verein der Pfalz wurde 1878 gegründet und hat seinen Sitz in Landau in der Pfalz. Sein Ziel ist die Pflege und Förderung des literarischen Schaffens und Lebens in der Pfalz. Seit Februar 2025 leitet ein Teamvorstand den Verein.

## Geschichte

### 1878 bis 1929
Der Literarische Verein der Pfalz wurde am 15. September 1878 als Verein pfälzischer Schriftsteller, Künstler und Freunde von Kunst und Wissenschaft in Neustadt an der Weinstraße gegründet und bestand die ersten 30 Jahre aus einem kleinen Kreis von Idealisten. 1884 wurde die Vereinszeitschrift Pfälzisches Museum herausgegeben. Wegen des hohen Arbeitsaufwandes und der Herstellungskosten gab man die Zeitschrift ab 1903 gemeinsam mit dem Historischen Verein und sechs weiteren Vereinen heraus.
1900 erfolgte die Umbenennung in Literarischer Verein der Pfalz. Die Mitgliedszahl blieb mit 70 Mitgliedern weiterhin gering. Erst nach 1910 erfuhr der Verein einen Aufschwung durch die Gründung von Ortsgruppen und ab 1916 einer eigenen Zeitschrift. In diesem Jahr hatte der Verein bereits 336 Mitglieder. Der gesellschaftliche Stimmungswandel im Zusammenhang mit dem Ersten Weltkrieg trug zum Aufschwung bei, da Heimatdichtung wieder eine identitätsstiftende Bedeutung gewann.
Vereinsmitglieder waren hauptsächlich Lehrer, Kaufleute, Professoren, Beamte, Pfarrer und Redakteure. Vier Prozent der Mitglieder waren Frauen, in der Regel ohne Berufsausbildung. 1916 wurde als neues Mitteilungsblatt für die Mitglieder Die Pfalz am Rhein geschaffen. Soldaten im Feld erhielten „Heimatgrüße“, ein Bändchen mit Texten sowie Bildern des Landauer Kunstmalers August Croissant. Eine Anthologie erschien. 1920 hatte der Verein 450 Mitglieder.
Besonderes Interesse der Pfälzer richtete sich vor allem auf humorige Dialektliteratur – während man im Verein auch bemüht war, ein gewisses „anspruchsvolles“ Niveau zu erzielen. 1922 wurde nach Ludwig Eid der Bibliothekar Georg Reismüller als Vorstand gewählt. Der Volksbildungsverband sowie die Volksbüchereibewegung kamen auf, denen der Literarische Verein fachlich zur Seite stehen wollte. Dabei kamen den Traditionen in Zeiten der französischen Besatzung, der Rheinlandfrage, den Bestimmungen des Versailler Vertrags sowie der „Regiebahn“ und der daraus folgenden Verarmung der Bevölkerung besondere Bedeutung zu.
Die Kleine Zeitschrift für Pfälzer Literatur und Kunst, im Untertitel „Heimaterde“ erschien ab 1923. Sie war die erste freie pfälzische Literaturzeitschrift mit dem Schwerpunkt der jungen Autoren. 1930 musste sie wieder eingestellt werden. Von den Pfälzer Literaten traten lediglich Gert Buchheit, Roland Betsch, Wilhelm Michael Schneider, Willi Gutting, Leopold Reitz, Lina Staab, Martha Saalfeld, Richard Schneider, Hugo Ball, Kurt Kölsch, Ludwig Dillmann, Luise Rösinger und Paula Best hervor. Auch die Nachfolgezeitschrift Literarische Pfalz wurde 1932 wieder eingestellt. 1929 wurde Leopold Reitz erster Vorsitzender.

### Zeit des Nationalsozialismus
1932 bekannten sich einige Mitglieder und Autoren zum Nationalsozialismus, auch in der letzten Ausgabe der Zeitschrift Literarische Pfalz. Andere Texte von Pfälzer Autoren wurden ungefragt in NS-Publikationen abgedruckt. Die sogenannte Gleichschaltung der kulturellen Institutionen traf auch den Literarischen Verein. Kurt Kölsch wurde Gaukulturwart, Hermann Emich kommissarischer Leiter für Kunst und Volksbildung. Im März 1933 fanden in Kaiserslautern Kundgebungen für Kulturschaffende statt. Kurt Kölsch hielt eine antisemitische Hassrede. Als Abschluss der Kundgebungen fand eine Bücherverbrennung statt. Die Vorstandsmitglieder des Literarischen Vereins mussten ihre Ämter niederlegen, ihre Posten übernahm die NSDAP, die regionalistische Töne unterband. Der Literarische Verein der Pfalz begrüßte die Neuordnung. In den Fachausschüssen des kulturellen Dachverbandes der NSDAP, des Volksbildungsverbandes, fanden sich einige Mitglieder des Literarischen Vereins wieder.
Der Literarische Verein wurde gesetzeswidrig aufgelöst, indem der Vorstand zurücktrat. Leopold Reitz gehörte später zu den Mitarbeitern des „Westmark“-Kreises, der mit Judenhetze nicht sparte. Die Literatur sollte im Wesentlichen die demagogischen Parteiphrasen wiederholen. Roland Betsch wurde 1. Vorsitzender der Arbeitsgemeinschaft, die den Literarischen Verein ablöste. Er denunzierte mit seinem 'Bekenntnis zur nationalen Kunst', was er zuvor selbst für seine Zwecke genutzt hatte, denn in den zehn vergangenen Jahren bot ihm der Verein als leitender Redakteur eine Plattform für literarischen Einfluss und Publikation. Kurt Kölsch verbreitete pathetische Schlagworte und gab Anweisungen zum Schreiben künftiger Bücher.

### 1945 bis 2000

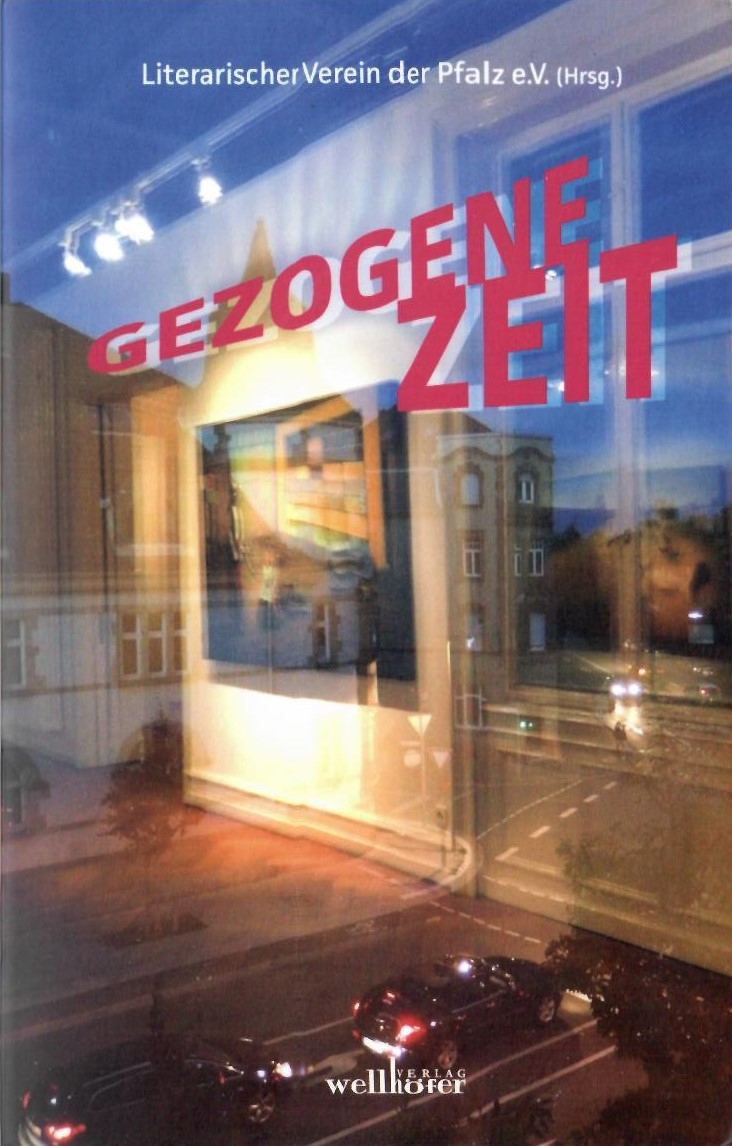
Jahresgabe 2017

Der Freundeskreis dieser NS-Kulturverwaltung blieb auch nach dem Zweiten Weltkrieg intakt. Kölsch fand in Zeitschriften und Zeitungen neue Aufgaben. Unter dem Pseudonym „Peter Luginsland“ veröffentlichte er Mundartgedichte in Tageszeitungen. In der Zeitschrift Pfalz und Pfälzer von Oskar Bischoff finden sich in den 1950er Jahren Texte ehemaliger Parteigenossen und parteinaher Autoren, zum Beispiel Kölsch, Ludwig Dillmann, Paula Best, Karl Schworm und Leopold Reitz. Die gefragte Literatur war nostalgisch und heimatbezogen.
Nach dem Zweiten Weltkrieg erfolgte die Wiedergründung des Literarischen Vereins am 8. September 1951 in Landau. Initiator war eine Gruppe um Oskar Bischoff, der im Verlag der Rheinpfalz die Kulturzeitschrift Pfalz und Pfälzer herausgab und mit Kurt Kölsch befreundet war. 1952 wurde Hermann Sauter 1. Vorsitzender des Vereins. Als Jahresgabe 1953 wurde das Buch von Leopold Reitz „Der Weinpfarrer von Wachenheim“ ausgewählt. Erneut waren Streitfragen über die Haltung zu Tradition und Anspruch zu verzeichnen. Die Anthologie „Spuren und Wege“ zum 80. Geburtstag des Vereins im Jahr 1958 sollte verdeutlichen, dass man sich ein Stück weit von den Heimatdichterklischees entfernen wollte. Dennoch blieb nach dem Krieg die rückwärtsgewandte Literatursicht vorherrschend.
Die aufkommenden Vorlieben der Leser nach moderner und internationaler Literatur lösten im Verein eine Spaltung in Traditionalisten und Modernisten aus, vor allem da ein großer Teil der NS-Funktionäre noch immer im Verein aktiv war. Sowohl die Jahresgabe „Junge Stimmen“ 1968 (erstmalige Publikationsmöglichkeit für junge Autoren) als auch die Jahresgabe 1969 von Kurt Kölsch „Der grüne Kantor“ führten zu Austritten. Auf der Jahresversammlung 1960 fand eine Lesung von „jungen Begabungen“ statt: Gerd Forster, Susanne Faschon und Wolfgang Schwarz. Langsam öffnete sich der Verein den jungen Autoren, bei denen man jedoch wiederum das Lokalkolorit vermisste. Literarische Wettbewerbe für junge Autoren wurden organisiert. Das Kultusministerium unterstützte die Jahresgaben und der Bezirksverband der Pfalz den Verein allgemein. 1976 gestaltete Hilde Domin die Dichterstunde während der Jahresversammlung. 1977 wurde Artur Schütt neuer Vorstand.
Vermehrt suchte man den Kontakt zu jungen Autoren. Erwin Damian und Gerd Forster übernahmen die Gesprächsleitungen von Literatenrunden. Diese zweitägigen Autorengespräche wurden in die Pfalzakademie Lambrecht verlegt. 30 bis 40 Teilnehmer nahmen an den konstruktiven Gesprächen unter vermittelnder Moderation teil. 1981 erschien als Jahresgabe „Lenz in Landau und andere Erzählungen“, es waren Texte dieser Jungautorengespräche.
Seit 1981 erscheint die Vereinszeitschrift Neue Literarische Pfalz. 1982 wurde Wolfgang Diehl 1. Vorsitzender des Vereins. 1985 hatte der Verein knapp 500 Mitglieder. Da Ortsgruppen stark und autark waren, kam vereinzelt der Wunsch nach Loslösung vom Verein auf. Wiederholt musste auf den Aspekt der pfälzischen Gemeinschaft hingewiesen werden. Darüber hinaus wurde die Konkurrenz der Massenmedien immer spürbarer. 1987 wurde zum ersten Mal eine Martha-Saalfeld-Medaille vergeben, diese wurde von Otto Kallenbach gestaltet. Die Texte Pfälzer Autoren wurden nach wie vor kaum überregional gelesen.

### 21. Jahrhundert
Seit 2013 veranstaltet der Verein Pfälzer Poetenfeste, die einmal im Jahr im Sommer stattfinden. 2014 wurde die Sektion Landau mit der Autorengruppe Worthelden unter Leitung von Birgit Heid wiederbelebt, später umbenannt in Wortschatz. 2017 erfolgte die Neubelebung der Sektion Speyer (Spira) unter Leitung von Sonja Viola Senghaus. Im gleichen Jahr kam es zur Gründung einer neuen Sektion in Neustadt an der Weinstraße (Textur) unter Leitung von Michael Landgraf, die aber nur bis 2019 Bestand hatte; diese schloss sich dem Arbeitskreis Literatur der Fördergemeinschaft Herrenhof an.
Mit Beginn der schweren Covid-19-Krise ab März 2020 musste sich der Verein ganz neuen Herausforderungen stellen. Lesungen, Gruppentreffen, Seminare, Messen, Buchpublikationen und auch schlicht zwischenmenschliche Kontakte fielen über längere Zeiträume komplett aus. Die Pandemie traf die Literatur- und Kunstszene insgesamt hart und führte zu vielen Existenzängsten. Gezwungenermaßen wichen die Mitglieder teils auf Online-Formate wie z. B. Zoom aus. 2021 veröffentlichte der Verein eine Anthologie (Im Schatten Morgentau), welche sich mit pandemiebedingten Reisebeschränkungen und die darauf folgende Besinnung auf heimische Orte und Landschaften befasste.
Im April 2022 übernahm Ulrich Bunjes die Leitung der Sektion Speyer, im Februar 2023 erfolgte die Wiedergründung der Sektion Kaiserslautern (Lauter Autor*innen) unter Peter Herzer.

## Aktivitäten
Der LVP verwirklicht die Organisation von Literaturveranstaltungen in den Autorengruppen seiner Sektionen, durch Autorenseminare, durch Mitgliederrundschreiben, die jährliche Veröffentlichung der Mitgliederzeitschrift „Neue literarische Pfalz“ (nlp) und einer Jahresgabe (Jahrbuch) sowie durch Vernetzung und persönliche Hilfestellung. Der Verein verfolgt ausschließlich gemeinnützige Zwecke.

## 1. Vorsitzende (seit 1951)
- 1951–1952: Emil Lind
- 1952–1977: Hermann Sauter
- 1977–1982: Artur Schütt
- 1982–1989: Wolfgang Diehl
- 1989–1998: Michael Dillinger
- 1998–2001: Thomas Wieckhorst
- 2001–2003: Lutz Stehl
- 2003–2006: Barbara Franke
- 2006–2016: Klaus Haag
- 2016–2025: Birgit Heid
- 2025: Teamvorstand mit Birgit Heid, Margit Kraus, Ursula Dörler, Lothar Seidler und Peter Herzer

## Verzeichnis der Jahrbuchausgaben seit 1953
- 1953 Leopold Reitz: Der Weinpfarrer von Wachenheim
- 1954 Aus pfälzischer Landschaft. Ein Almanach
- 1955/56 Willi Gutting: Legenden um Mirjam. Mit Zeichnungen von Martin Ritter
- 1957/58 Spuren und Wege. Pfälzische und saarländische Dichtung der Gegenwart
- 1959 Susanne Faschon: Kein Spiel für Träumer
- 1960 Erneste Fuhrmann-Stone: Im Vorübergehen
- 1961 Prismen. Pfälzische und saarländische Lyrik
- 1962 Erni Deutsch-Einöder: Die Tauben fliegen unseretwegen
- 1963 Pälzer Hausschadull. Gedichte in Mundart
- 1964 Emil Sauter: Der Schatten
- 1965 Heinrich Kraus: Kurzschlüsse
- 1966 Erwin Damian: Schneetage
- 1967 Ernst Johann: Für den Tag geschrieben (Feuilletons)
- 1968 Junge Stimmen. Lyrik und Prosa aus der Pfalz
- 1969 Kurt Kölsch: Der grüne Kantor
- 1970 Helmut Stier: Erlebnisse am Weg. Von Menschen und Bildern
- 1971 Manuel Thomas: Texte und Zeichnungen
- 1972 Oskar Bischoff: Dem Wort verschrieben
- 1973 Gerd Forster: Zwischenland. Gedichte und Prosa
- 1974 Anneliese Hutzler: Durchblicke. Einsichten und Anstöße
- 1975 Artur Schütt: Nach der Freundlichkeit zu suchen. Gedichte
- 1976 Der Mandelwingert: Geschichten pfälzischer Autoren
- 1977 Martha Saalfeld: Bunte Bilder. Mit Illustrationen von Werner vom Scheidt
- 1978 Festschrift: Hundert Jahre Literarischer Verein der Pfalz
- 1979 Hermann Sauter: Erinnerungen und Dank
- 1980 Frank Peter Woerner: unterwegs sein. Gedichte und Erzählungen
- 1981 Lenz in Landau und andere Erzählungen. Mit Zeichnungen von Gerd Ditz
- 1982 Süßes Hoffen/Bittre Wahrheit. Lyrik und Prosa zu 150 Jahre Hambacher Fest
- 1983 Die Pfalz auf der Suche nach sich selbst. 150 Jahre Pfalzbeschreibungen
- 1984 Schnookes. Pfälzischer Humor in Mundart und Hochdeutsch
- 1985 Gert Weber, Rolf Paulus (Hg): Hermann Sinsheimer
- 1986 Wolfgang Diehl (Hg): Martha Saalfeld
- 1987 Kindheiten. Pfälzer Schriftsteller erinnern sich
- 1988 Der Seilgänger. Texte junger Autoren
- 1989 Wolfgang Schwarz: Wegstern in alle Welt. Mit Zeichnungen von Hermann Croissant,
- 1989 Martha Saalfeld: Gedichte und Erzählungen (Sonderausgabe)
- 1990 Der Himmel von Speyer
- 1991 Heiner und Oskar Kröher (Hg): Unsere Liederpfalz
- 1992 Erich Renner: Geschichten waren immer da. Werkstattgespräche
- 1993 Nur die Feder ist frei. Wettbewerbstexte zum Limburg-Literaturpreis
- 1994 Artur Schütt: Die spiralförmigen Gedanken der Köchin beim Kartoffelschälen. Bilder von Armin Hott
- 1995 Handgeschrieben. Autographensammlung pfälzischer Autorinnen und Autoren
- 1995 Wolfgang Ohler: Der rote Fiedler auf dem Zauberberg (Sonderausgabe)
- 1996 Karlheinz Schauder: Sie waren hier. Literarische Spurensuche in der Pfalz
- 1996 Wolfgang Diehl: Konrad Krez. Dichter und Freiheitskämpfer in Deutschland und Amerika
- 1997 Fremde Nachbarn. Schülertexte
- 1998 Der Tag ist unbeschrieben. Ein Zweibrücker Lesebuch
- 2001 Fichtners Erbe. Der Kurpfalzkrimi. Ins Schwarze getroffen mit 23 Autorinnen und Autoren der Region
- 2002 Kopfüber am Himmel. Anthologie
- 2003 Wolfgang Diehl: Die Geschichte des Literarischen Vereins der Pfalz 1878–2003
- 2005 Von Wegen. Anthologie
- 2006 Winfried Anslinger: Wassermusik für Frau Bercelius
- 2008 Einsichten und Ausblicke. Literarische Stimmen aus der Pfalz
- 2014 Wolfgang Schuster: Unter dem hölzernen Mond. Gedichte
- 2015 Regina Pfanger: Moussa oder das Bilderverbot
- 2016 Diana Ecker: Der Freiheit kurzer Sommer. Auf Mathilde Franziska Annekes Spuren durch die pfälzisch-badische Revolution von 1849
- 2017 Gezogene Zeit. Anthologie
- 2018 Winfried Anslinger: Der Lutherturm. Erzählungen
- 2019 Vom Klang der Welten und Zeiten. Gedichtanthologie
- 2020 Katrin Sommer: Das Gewicht von Badeschaum. Erzählungen und Gedichte
- 2021 Im Schatten Morgentau, Erzählungen aus der Pfalz. Prosa-Anthologie
- 2022 Wolfgang Ohler: "Ruhe sanft, Mr. Marlowe!". Krimi-Lesebuch
- 2023 Kindheitsträume. Pfälzer Autorinnen und Autoren erinnern sich. Anthologie
- 2024 Helmund Wiese: ein wirbel um nichts. Gedichte. Mit Collagen von Frigga Pfirrmann
- 2025 Michael Dillinger: Finale, Geschichten aus fünf Jahrzehnten

## Träger der Martha-Saalfeld-Medaille
- 1987 Lina Staab
- 1987 Willi Gutting
- 1987 Gerhard Bach
- 1988 Erwin Damian
- 1988 Erni Deutsch-Einöder[9]
- 1989 Wolfgang Schwarz